# کنترل بیولوژیک آفات
کنترل بیولوژیک آفات یا بازداری زیستی آفت‌ها (به انگلیسی: Biological Pest Control) عبارت است از کاهش جمعیت آفت‌ها به وسیلهٔ دشمنان طبیعی مبتنی بر نقش فعال انسان‌ها. در واقع کنترل زیستی آفت‌ها در کشاورزی روشی است از روش‌های کنترل آفات (حشرات، کرم‌ها و گیاهان هرز) که بر شکار، گیاه‌خواری، زندگی انگلی یا سایر سازوکارهای طبیعی تکیه دارد.

## دشمنان طبیعی
دشمنان طبیعی آفت‌ها به عنوان عوامل کنترل زیستی نیز شناخته می‌شوند که شامل شکارچیان، شبه‌انگل‌ها، خورنده علف‌های هرز و پاتوژن‌ها می‌باشند.
این روش مخصوصاً برای محل‌هایی مثل گلخانه‌ها و محیط‌های بزرگ مصنوعی مناسب است. هدف از کنترل بیولوژیک ریشه کن کردن آفاتی که به گیاهان آسیب وارد می‌کنند نیست بلکه هدف کاهش جمعیت آن‌ها به حدی است که کمترین خسارت را به کشاورز یا محیط زیست وارد کند.
در حقیقت این روشی است که با عکس‌العمل محیطی بین موجودات زنده آفات را کنترل می‌کند. در یک محیط طبیعی یعنی جایی که بشر کمترین دخالت را در اکوسیستم دارد آفات و بیماری‌های گیاهی همیشه وجود دارند اما در صورت عدم دخالت مستقیم بشر جمعیت آن‌ها همیشه در حال تعادل و به حد نرمال است.
یکی از عوامل مهم برای شروع کار کنترل بیولوژیک آشنایی با مراحل مختلف رشد آفات و شناسایی مرحله‌ای است که آن‌ها بیشترین خسارت را به گیاهان وارد می‌کنند. بیشتر روش‌های کنترل بیولوژیک بر پایه جذب بیشتر حشرات مفید در مزارع و باغات پایه‌ریزی شده‌اند.